# بودونا
بودونا هي بلدة في مقاطعة كاسان في ولاية قشقداريا في أوزبكستان.